# Henonemus taxistigmus
Henonemus taxistigmus is een straalvinnige vissensoort uit de familie van de parasitaire meervallen (Trichomycteridae). De wetenschappelijke naam van de soort is voor het eerst geldig gepubliceerd in 1914 door Henry Weed Fowler.
De soort werd ontdekt in de rivier Rupununi. Ze wordt gekenmerkt door een rij van vrij grote donkere ronde vlekken op de zijkant langs de gehele lichaamslengte.